# Koninklijk Nederlands Instituut Rome
Het Koninklijk Nederlands Instituut Rome (KNIR) is het oudste en grootste van de vijf Nederlandse Wetenschappelijke Instituten in het Buitenland (NWIB). Het Instituut faciliteert hoogwaardig onderzoek en onderwijs in de geesteswetenschappen (archeologie, kunstgeschiedenis, geschiedenis, taal- en cultuurstudies, filosofie, religiestudies) en wetenschap in bredere zin ('liberal arts and sciences', economie, rechten, sociale wetenschappen).
Het Instituut is in 1904 opgericht met als oorspronkelijk doel: de bestudering van stukken in de sinds 1880 opengestelde Vaticaanse archieven die over de Nederlandse geschiedenis handelen. Sinds 1933 is het Instituut gevestigd in een eigen gebouw aan de Via Omero (bij het park van de Villa Borghese), dat onderdak biedt aan een grote bibliotheek, werkruimtes en gastenverblijven. Het gebouw kwam tot stand onder het directeurschap van Godefridus Johannes Hoogewerff, uit een samenwerking van de Italiaanse ingenieur Gino Cipriani en de Haagse architect Jan Stuyt, en werd destijds in het bijzijn van Benito Mussolini geopend. In de loop der jaren heeft het gebouw een aantal ingrijpende aanpassingen en uitbreidingen ondergaan. De missie van het Instituut is in de loop van de tijd aanzienlijk verbreed.
Sinds 1991 is het een interuniversitair instituut, dat wordt bestuurd door vertegenwoordigers van zes Nederlandse universiteiten en twee ministeries. De Rijksuniversiteit Groningen is beheerder van het KNIR.
In 2004 heeft koningin Beatrix ter gelegenheid van het honderdjarig bestaan aan het instituut het predicaat Koninklijk toegekend.